# История железных дорог Маврикия

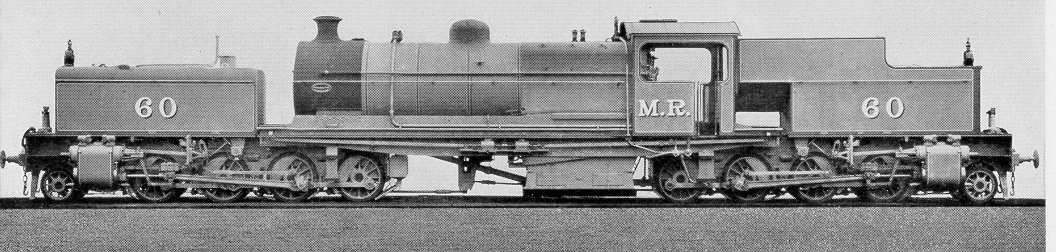
Паровоз системы Гарратт № 60, произведенный Beyer-Peacock, маврикийской железной дороги, фотография 1927 года.

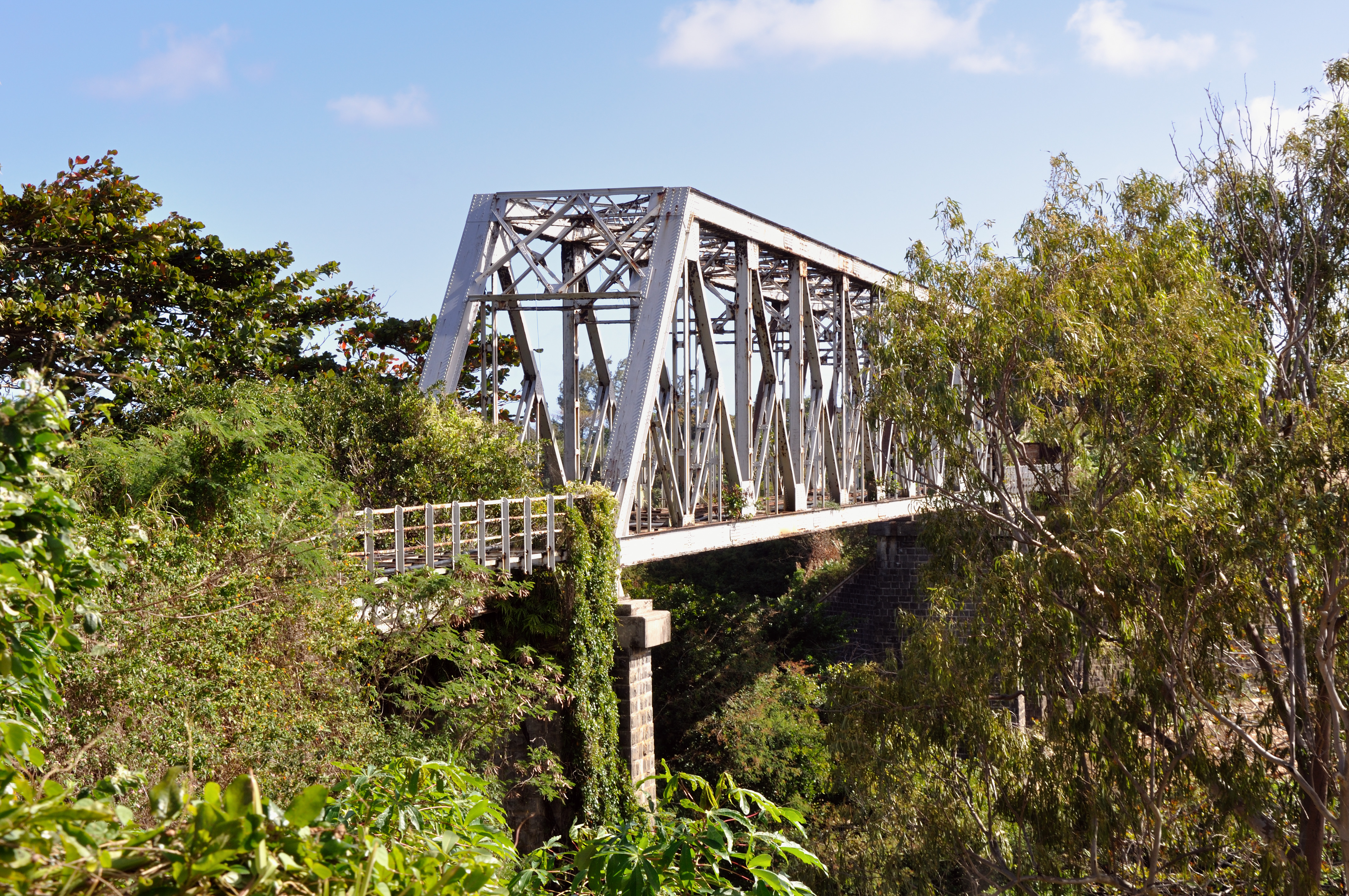
Бывший железнодорожный мост близ города L’Escalier, 2009 год.

История железных дорог Маврикия началась в 1860-х годах. Маврикийская железнодорожная сеть была быстро построена и вскоре стала обслуживать большую часть острова. Это был ключевой фактор социально-экономического развития Маврикия. Однако, из-за постоянной убыточности с 1948 по 1953 годы железная дорога Маврикия была окончательно закрыта в 1964 году. В 2020 в было открыто наземное метро, таким образом в Маврикии вновь появился железнодорожный транспорт. 

## Начальный период
В 1860-х годах экономика Маврикия стремительно развивалась. Для дальнейшего прогресса было необходимо модернизировать транспортную систему региона. Таким образом, создание железнодорожной сети имело большое значение для будущего развития острова. Строительство железной дороги велось от Порт-Луи, который стал узловой станцией, и вскоре охватывало большую часть острова. Первая часть дороги открылась в 1864 году и получила название «Северная линия». Вторая линия, линия Мидлендс (Midlands), начала функционировать в 1865 году. С урбанизацией региона вторичные линии постепенно расширялись. Железнодорожные пути имели колею 4 фута 8 1⁄2 (стандарт 1435 мм).

## Железнодорожная сеть

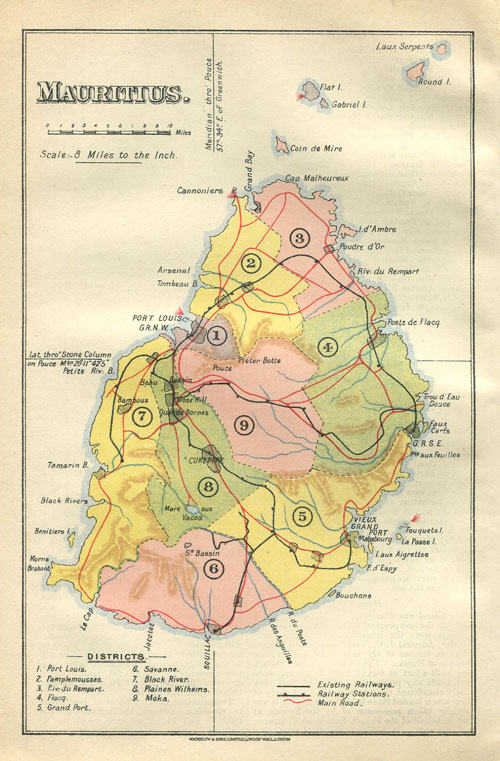
Карта Маврикия, Waterlow and Sons, 1910 год. Железнодорожные линии показаны чёрным цветом.

### Главная линия
Северная линия имела протяженность 50 км и начала функционировать 23 мая 1864 года. Она проходила через районы Памплемус, Ривьер-дю-Рампар и Флак и заканчивалась на станции Гранд-Ривер на юго-востоке острова.
Линия Мидлендс имела протяженность 56 км (35 миль), соединяла Порт-Луи и Маэбур, открылась 22 октября 1865 года. Эта линия способствовала развитию городских агломераций, проходя через второстепенные станции Beau Bassin, Rose Hill, Quatre Bornes, Phoenix, Vacoas, Curepipe и Rose-Belle.

### Вторичные линии
По мере развития сельских районов сеть железных дорог постепенно расширялась. Было проведено четыре второстепенных железнодорожных линии:
- Линия Мока — Флак, которая открылась 11 декабря 1876 года. Она соединялась с линией Мидлендс на Роуз Хилл и проходила через равнины Вильгемс, Мока и Флак до Ривьер-Сеша, где образовывала перекресток с Северной линией; её длина составляла 42 км.
- Линия Саван, примыкала к линии Мидлендс в Rose-Belle и проходила через округ Саван до Souillac, её длина составляла 18 км (11 миль).
- Линия Блэк-Ривер протяженностью 21 км проходила от Порт-Луи до Тамарина, начала функционировать 27 августа 1904 года.
- Линия Длинная гора (Long Mountain) длиной 6,5 км, открылась 21 сентября 1903 года

### Подвижной состав
В пик своего развития государственные железные дороги Маврикия имели парк из:
- 52 паровозов, в том числе три паровоза Гаррат, произведённых Beyer-Peacock, с номерами от 60 до 62, два из них имели дизель-гидравлические двигатели («Джессоп») в 500 л. с. (370 кВт);
- около 200 пассажирских и 750 грузовых вагонов.

Преимущественно за образец на Маврикии были взяты британские правила эксплуатации и железнодорожные транспортные средства.

### Линии сахарных заводов
На Маврикии также был создан ряд узкоколейных промышленных железнодорожных линий, каждая из которых соединяла сахарный завод с близлежащими плантациями сахарного тростника. Некоторые из паровозов, используемых на этих линиях, в настоящее время сохранились, главным образом на различных сахарных заводах Маврикия.

## Роль железных дорог в развитии острова
Максимальная протяженность железнодорожной сети Маврикия составляла 250 км. Железные дороги в значительной степени способствовали социально-экономическому развитию острова с конца XIX до середины XX века.
Второстепенные линии имели решающее значение для ускорения развития в некоторых сельских районах, таких, как Блэк-Ривер, где плантации табака, сахарного тростника и алоэ являются основными видами экономической деятельности; таким образом, железная дорога предоставляла сельским районам возможность коммерческого обмена. Товары и сельскохозяйственные культуры, главным образом сахарный тростник, перевозились эффективно и во все возрастающем количестве. С 1880 по 1910 год поездами было перевезено около 100 000 тонн сахарного тростника. Ситуация изменилась с введением грузовых автомобилей, в 1920 году.
Сеть железных дорог также внесла свой вклад в сфере образования, поскольку обеспечила транспорт в крупные города острова, где находятся школы. Железная дорога оказала большое влияние на образ жизни населения, так как многие местные жители предпочитали ездить на поездах. Железная дорога обеспечивала относительно быстрый и доступный способ передвижения между различными городами острова всем вне зависимости от достатка. В результате города становились ближе друг к другу; развивалась торговля. Развитие железнодорожной сети также привело к созданию новых агломераций: будущих городов, вблизи вокзалов.
Несмотря на то, что некоторые деревни развивались с введением железных дорог, железная дорога была также, в определённый момент, сдерживающим фактором для прогресса регионов, таких как Порт-Луи, многие жители которого переехали в Кьюрпайп и Роуз Хилл. Это было связано с тем, что данный регион считался неблагополучным из-за лихорадки, которая убила тысячи людей в столице и её окрестностях в период 1866—1968 годов. Железная дорога дала возможность жителям переехать в более здоровую местность.

## Аварии
Наиболее серьезная авария на железных дорогах Маврикия произошла 22 февраля 1894 года в Пайлс. Шесть пассажирских вагонов упали в реку Сент-Луи, в результате погибли 40 пассажиров и многие получили ранения.

## Закрытие
Железнодорожная сеть продолжала функционировать и после Второй мировой войны. В то же время автомобильные дороги развивались быстрыми темпами и в послевоенный период количество автотранспортных средств удвоилось. Столкнувшись с постоянной убыточностью железной дороги, колониальная администрация решила их закрыть. Последний пассажирский поезд совершил свою поездку 31 марта 1956 года между Порт-Луи и Катр-Борн. Перевозка сахара, тяжелых грузов и товаров общего назначения продолжалась до 1964 года. Затем железнодорожная сеть была демонтирована и продана как металлолом. Часть подвижного состава была продана в качестве металлолома Вифлеемской металлургической компании Южной Африки, а часть железнодорожных путей отправили в Индию.